# Rajd Tatr 1977
Rajd Tatr 1977 (9. Int. Rallye Tatry 1977) – 9. edycja rajdu samochodowego Rajd Tatr rozgrywanego w Czechosłowacji. Rozgrywany był od 24 do 25 września 1977 roku. Rajd był piątą rundą Rajdowego Pucharu Pokoju i Przyjaźni w roku 1977.

## Klasyfikacja rajdu
| Miejsce                        | Kierowca                       | Pilot                          | Samochód                       | Czas                           | Strata                         |                                |
| Klasyfikacja generalna i RPPiP | Klasyfikacja generalna i RPPiP | Klasyfikacja generalna i RPPiP | Klasyfikacja generalna i RPPiP | Klasyfikacja generalna i RPPiP | Klasyfikacja generalna i RPPiP | Klasyfikacja generalna i RPPiP |
| ------------------------------ | ------------------------------ | ------------------------------ | ------------------------------ | ------------------------------ | ------------------------------ | ------------------------------ |
| 1.                             | Svatopluk Kvaizar              | Jiří Kotek                     | Škoda 130 RS                   | 3:49:18                        | -                              |                                |
| 2.                             | Jiří Šedivý                    | Jiří Janeček                   | Škoda 130 RS                   | 3:53:16                        | +3:58                          |                                |
| 3.                             | Stasys Brundza                 | Anatoliy Brum                  | Lada 1600                      | 4:00:07                        | +10:49                         |                                |
| 4.                             | Leo Pavlík                     | Oldřich Gottfried              | Škoda 130 RS                   | 4:03:35                        | +14:17                         |                                |
| 5.                             | Sergiy Vukovych                | Viktor Moskovskikh             | Lada 1600                      | 4:05:06                        | +15:48                         |                                |
| 6.                             | Radoslav Petkov                | Ivan Tonev                     | Lada 1600                      | 4:19:43                        | +30:25                         |                                |
| 7.                             | Andrzej Radecki                | Henryk Mieczaniec              | Polski Fiat 125p 1500          | 4:24:35                        | +35:17                         |                                |
| 8.                             | Petr Černohorský sen.          | Miloš Týce                     | Lada VAZ 21011 MTX             | 4:26:37                        | +37:19                         |                                |
| 9.                             | Yakov Agishev                  | Mikhail Titov                  | Moskvich 1600 Rallye           | 4:29:33                        | +40:15                         |                                |
| 10.                            | Erwin Härtwich                 | Winfried Heitzmann             | Wartburg 353 W                 | 4:29:57                        | +40:39                         |                                |